# Adrien de Croÿ
Pour les autres membres de la famille, voir Famille de Croÿ.
Adrien de Croÿ, seigneur de Beauraing, puis comte du Rœulx, gouverneur des villes et châtellenies de Lille, Douai et Orchies (Flandre gallicante), à partir de 1530, et des comtés de Flandre et d'Artois (1546). Il mourut le 5 juin 1553 au cours du siège de Thérouanne.

## Biographie
Il était le fils de Ferry de Croÿ (nl), seigneur du Rœulx (ca. 1470 - 1524) et de Lamberte de Brimeu fille de Guy de Brimeu. Il épousa le 9 août 1531 Claude de Melun († après 1553), fille de François de Melun, comte d'Épinoy et de Louise de Foix-Candale. Il fut élu chevalier de la Toison d'or en 1519 à Barcelone, et tint les offices de chambellan et premier maître d'hôtel de l'empereur Charles Quint. Ce dernier érigea la seigneurie du Rœulx en comté en marge de son couronnement impérial à Bologne, le 24 février 1531. 
En représailles de la rébellion des Gantois, Charles Quint le chargea au printemps de 1539 de raser une partie des anciennes annexes de l'abbaye de Saint-Bavon pour y édifier une citadelle et tenir militairement la ville en obéissance. 
Sa devise était « Plus en Sera ».